# 아지 다하카

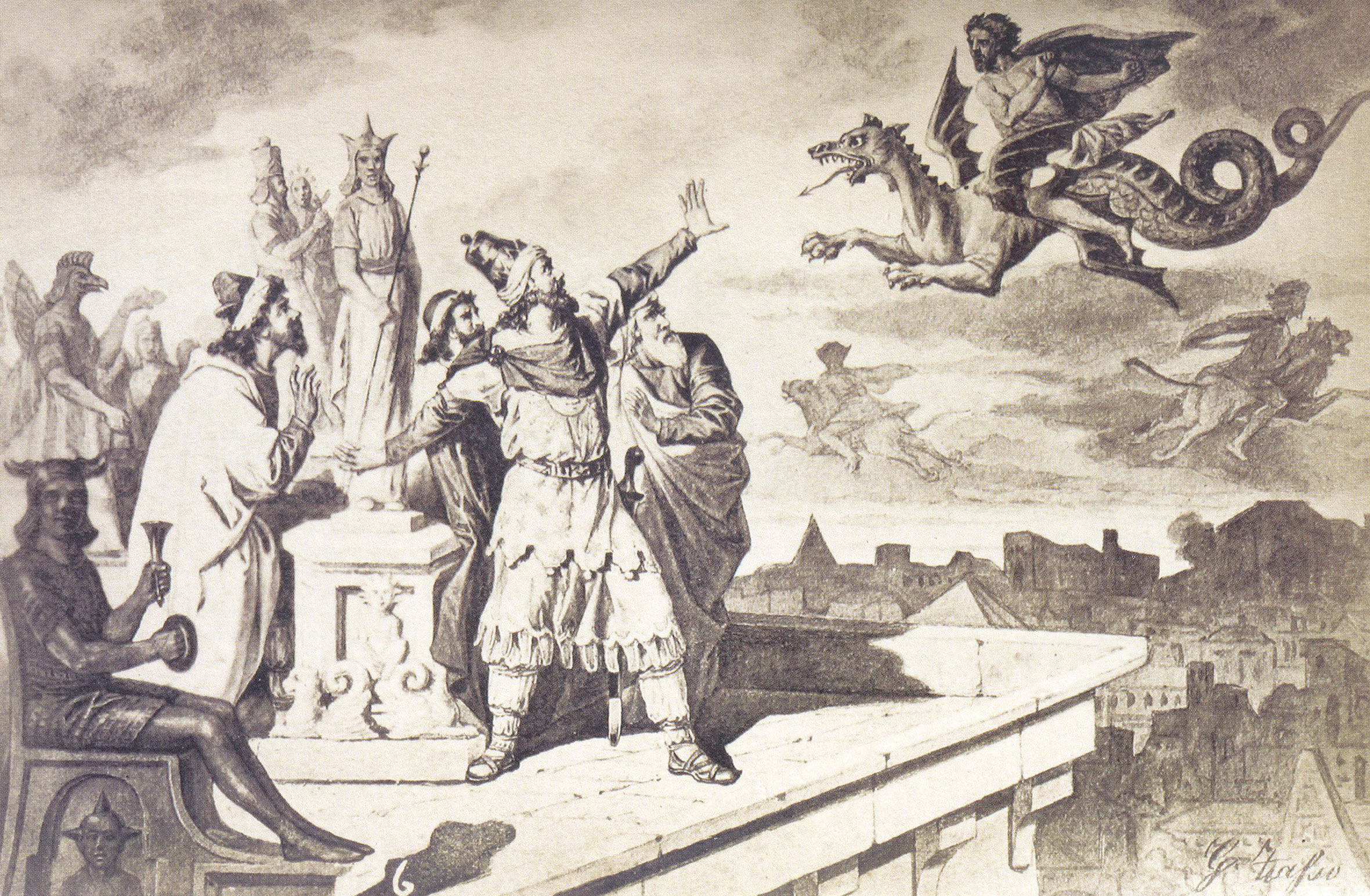
아지 다하카

아지 다하카(페르시아어: اژی دهاک) 또는 자하크(페르시아어: ضحّاک)는 조로아스터교의 악룡으로, 악신 앙그라 마이뉴의 화신 또는 권속이다.
아지는 페르시아어로 용이라는 뜻이다. 그것은 베다 산스크리트어의 아히이며 그리스어 오피스, 라틴어 앙귀스로 뱀이라는 뜻이다.
아지 다하카는 현대의 페르시아 어로 아즈다하 또는 에즈데하로 용을 의미한다.